# Star Series
Star Series foi um canal latino-americano de televisão por assinatura premium de origem americana dedicado a transmitir apenas séries exclusivas. Fazia parte do pacote de canais Star Premium.

## História
O Star Series começou a ser transmitido em 1 de junho de 1997 como Moviecity, um canal especializado em lançamentos recentes dos mais importantes estúdios de cinema e filmes independentes. O sinal foi renomeado em 1 de fevereiro de 2012 como Moviecity Premieres, e em 3 de novembro de 2014 foi reestruturado como Fox 1, após ser adquirido pela Fox International Channels da LAPTV, em toda a América Hispânica.
Em 11 de março de 2017, assumiu o nome de Fox Premium Series.
Após a aquisição da 21st Century Fox pela Disney em 2019, e para evitar relacioná-la com a atual Fox Corporation, em 27 de novembro de 2020 a Disney anunciou que os canais Fox seriam renomeados com o nome Star, que se concretizou em 22 de fevereiro de 2021. Assim, a Fox Premium Series foi renomeada como Star Series.

## Programação
Sua programação era baseada na transmissão de séries, em sua maioria produzidas pela Starz e outras produtoras de séries que eram transmitidas em seu idioma original com legendas em espanhol. Tinha dois sinais (leste e oeste), o primeiro com o horário da Argentina e o segundo com o horário do México. O sinal Leste também estava disponível em alta definição.